# Épaumesnil
Épaumesnil – miejscowość i gmina we Francji, w regionie Hauts-de-France, w departamencie Somma.
Według danych na rok 2011 gminę zamieszkiwało 125 osób, a gęstość zaludnienia wynosiła 26 osób/km² (wśród 2293 gmin Pikardii Épaumesnil plasuje się na 878. miejscu pod względem liczby ludności, natomiast pod względem powierzchni na miejscu 898.).